# Helge Michael Breig

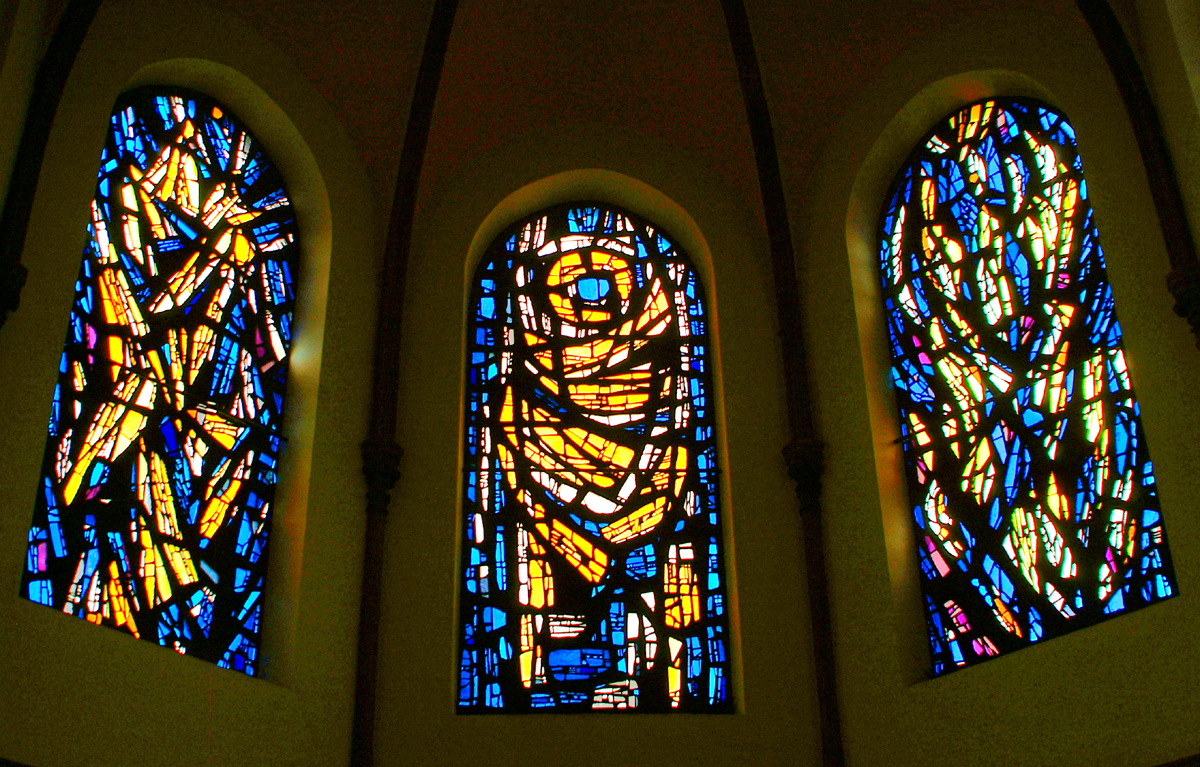
Fenster in der Markuskirche in Hannover (1967)

Helge Michael Breig (* 28. Dezember 1930 in Naumburg (Saale); † 14. Dezember 2020 in Hannover) war ein deutscher Maler und Bildhauer.

## Leben
Breig absolvierte nach dem Besuch der Hermann-Lietz-Schulen in Grovesmühle und Haubinda von 1949 bis 1952 eine Malerlehre in Celle, wo er in Kontakt mit dem Künstler Erich Klahn kam. Ab 1949 studierte er angewandte und freie Malerei sowie Bildhauerei an der Staatlichen Akademie der Bildenden Künste Stuttgart unter anderem bei Rudolf Yelin, Willi Baumeister und Professor Baum. Studienreisen führten ihn nach Frankreich, Italien, Griechenland und in die Türkei. Ab 1960 arbeitete er als freiberuflicher Maler und Bildhauer in Hannover. Breig übernahm zahlreiche Aufträge für die Ausgestaltung sakraler Räume.

## Arbeiten

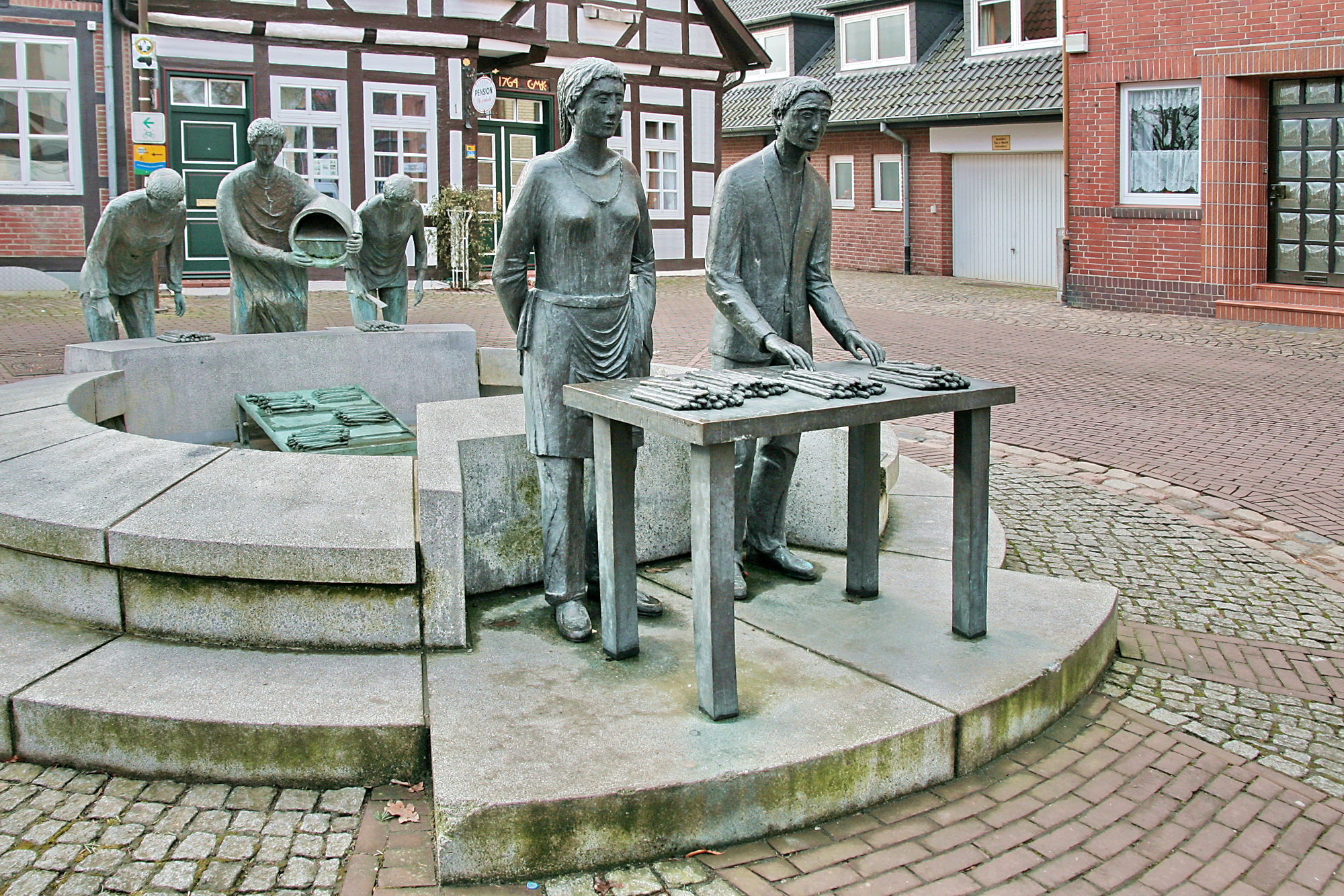
Spargelbrunnen (1998) in Nienburg/Weser

- Hildesheim-Drispenstedt, evangelisch-lutherische Thomaskirche: Kruzifix, Altarleuchter und Wandbehang über dem Altar
- Hannover: Entwurf des von der Paramentenwerkstatt der Henriettenstiftung gefertigten Wandteppich mit dem greisen greisen Simeon und dem Kruzifix des Bildhauers Siegfried Zimmermann für die Simeonkirche; um 1964[2]
- Arpke, evangelisch-lutherische Kirche Zum Heiligen Kreuz: Bleiglasfenster (1964)
- Hannover, Markuskirche: Betonglasfenster (1967)
- Northeim, Corvinuskirche: Innenausstattung und Fenster (1967/68)
- Wunstorf/Barne, evangelisch-lutherische Kirche: Bronzekruzifix (1976)
- Nienburg/Weser: Skulptur „Zeitungsleser“ (1982)
- Hemmingen-Westerfeld bei Hannover, Trinitatiskirche: Bleiglasfenster (1986)
- Coppenbrügge, Krankenhauskapelle Lindenbrunn: Flügelaltar (1995)
- Hannover, Hanns-Lilje-Haus: Bleiglasfenster der Kapelle (1996)
- Hannover-Marienwerder, Bronzetür (1997)
- Nienburg/Weser: Spargelbrunnen (1998)
- Dungelbeck: Chorfenster der Kirche (1998/99)
- Lüneburg, Pauluskirche: Bleiglasfenster (1999)
- Braubach, evangelisch-lutherische Kirche: Bleiglasfenster (2003)
- Hannover-Marienwerder, Friedhof: Bronze-Glas-Stele (2006)
- Gümmer, Evangelisch-lutherische Kirche: Weihnachts- und Pfingstfenster (2008)